# 上原大祐
上原大祐（日语：／ Uehara Daisuke，1981年12月27日—），日本男子残疾人冰球运动员。他曾代表日本参加2006年、2010年和2018年冬季残疾人奥林匹克运动会冰球比赛，其中2010年冬季残奥会获得一枚银牌。